# Aptenodytes ridgeni
El pingüino de Ridgen (Aptenodytes ridgeni ) es una especie extinta de pingüino del Plioceno temprano (posiblemente tardío) de Nueva Zelanda. Era de tamaño intermedio entre sus congéneres actuales, con una altura estimada de 90-100 cm.
Su nombre específico (ridgeni ) es un homenaje a Alan Ridgen, quien siendo un niño de 11 años en 1965 descubrió los primeros fósiles de la especie en Nueva Zelanda.